# NGC 149
NGC 149 là một thiên hà dạng hạt đậu trong chòm sao Tiên Nữ. Nó được phát hiện bởi Édouard Stephan vào ngày 4 tháng 10 năm 1883.